# كل السكاكين القديمة
كل السكاكين القديمة (بالإنجليزية: All the Old Knives)‏ هو فيلم إثارة أمريكي من بطولة كريس باين، ثاندي نيوتن، لورنس فيشبورن وجوناثان برايس.

## روابط خارجية
- كل السكاكين القديمة على موقع IMDb (الإنجليزية)
- كل السكاكين القديمة على موقع ميتاكريتيك (الإنجليزية)
- كل السكاكين القديمة على موقع روتن توميتوز (الإنجليزية)
- كل السكاكين القديمة على موقع ألو سيني (الفرنسية)
- كل السكاكين القديمة على موقع أول موفي (الإنجليزية)
- كل السكاكين القديمة على موقع قاعدة بيانات الفيلم (الإنجليزية)
- كل السكاكين القديمة على موقع ليتربوكسد (الإنجليزية)
- كل السكاكين القديمة على موقع كينوبويسك (الروسية)